# لاپوینت (یوتا)
لاپوینت (به انگلیسی: Lapoint) یک منطقهٔ مسکونی در ایالات متحده آمریکا است که در شهرستان یینتا، یوتا واقع شده‌است. لاپوینت  ۱٬۶۹۷٫۱۵ متر بالاتر از سطح دریا واقع شده‌است.